# Petronas FP1
Die FP1 war ein Rennmotorrad der Rennabteilung des malaysischen Ölkonzerns Petronas.

## Modellgeschichte
Ursprünglich wurde das Motorrad von Petronas um 2001 gemeinsam mit Sauber-Petronas als MotoGP-Prototyp mit 989 cm³ entwickelt. Petronas entschied aber noch während der Entwicklung, die Maschine stattdessen in der Superbike-Weltmeisterschaft einzusetzen. Vor 2003 bedeutete dies allerdings, dass der Hubraum laut Reglement auf unter 900 cm³ reduziert werden musste. Weiterhin sah das Reglement der FIM vor, dass 150 Exemplare einer homologisierten Straßenversion produziert werden mussten, um als Kleinserie die Zulassung zur Rennserie zu bekommen.
Die Produktion von je 75 Stück in Großbritannien bei MSX International in Basildon, Essex und von Modenas in Malaysia begann 2002 und war Juli 2003 abgeschlossen. Den Motor steuerten die Schweizer Experten von Suter bei.
Für die Entwickler überraschend änderte die FIM 2003 die Regularien. Der erlaubte Hubraum wurde wieder auf 1000 cm³ für alle Zylinderzahlen hochgesetzt und die FP1 war durch ihre Bauart im Feld benachteiligt. Dennoch nahm mit Carl Fogarty als Teamchef das Foggy Petronas Racing Team von 2003 bis 2006 an der Superbike-WM teil. In den ersten beiden Jahren konnte das Team einige Achtungserfolge – neben Podiumsplätzen auch Platz drei und vier in der Gesamtwertung – einfahren. Das war jedoch vor allem darauf zurückzuführen, dass die japanischen Werksteams von Honda, Yamaha, Suzuki und Kawasaki in beiden Jahren relativ wenig Engagement in dieser Rennklasse zeigten. Ab 2005 war die FP1 in keiner Weise mehr konkurrenzfähig und Petronas stellte das Projekt Ende 2006 ein, nachdem es rund 30 Millionen US-Dollar gekostet hatte.

## Erfolge
| Saison | Fahrer                     | Punkte | Platzierung |
| ------ | -------------------------- | ------ | ----------- |
| 2003   | Troy Corser / James Haydon | 118    | Platz 4     |
| 2004   | Troy Corser / Chris Walker | 200    | Platz 3     |
| 2005   | Steve Martin / Garry McCoy | 48     | Platz 6     |
| 2006   | Steve Martin / Craig Jones | 19     | Platz 6     |

## Straßenversion
Die für den Straßenverkehr produzierten Maschinen wurden nie verkauft und galten lange Zeit als verschollen. Gerüchten zufolge wurden sie nach Malaysia verschifft und dort zerstört, um gegnerische Teams und die Konkurrenz davon abzuhalten, die Motorräder zu analysieren. Im Februar 2010 sorgte die Meldung über den Fund von 60 Maschinen in einem Lagerraum in Großbritannien für einige Aufregung.
Die homologisierte FP1 leistete bedingt durch Emissionsbeschränkungen 127,5 PS und hatte, anders als die Rennversion, eine Lichtanlage.